# Argyractis dorophanes
Argyractis dorophanes là một loài bướm đêm trong họ Crambidae.